# 3D Rage
3D Rage是一个顯示卡系列，由ATI推出，在1996年1月正式发布。第一款Rage系列显卡是3D Rage (I)，但兼容度差，所以很多人都認為3D Rage II+DVD才是ATI第一款真正的3D图形处理器。它支持硬件Z-缓冲、纹理压缩、线性过滤和纹理混合，像素填充率是10M Pixels/s。与之前的3D Rage和3D Rage II不同，3D Rage II+DVD支援硬件动态补偿。硬件动态补偿可以協助CPU播放DVD。

## 產品列表

### 3D Rage (I)
3D Rage (I)是ATI第一款3D显示核心，它於1996年1月推出，用於ATI的Xpression影像卡（前一代影像卡用上Mach64晶片）。3D Rage (I)的核心是建基於Mach64 2D核心，並加上3D功能，以0.5微米的製程技術生產。它擁有1条像素流水線和1个顶点着色单元，能处理光源，支援MPEG-1硬體加速。但它的兼容度比較差，销情並不太好。

### 3D Rage II (IIC, II+, II+DVD)

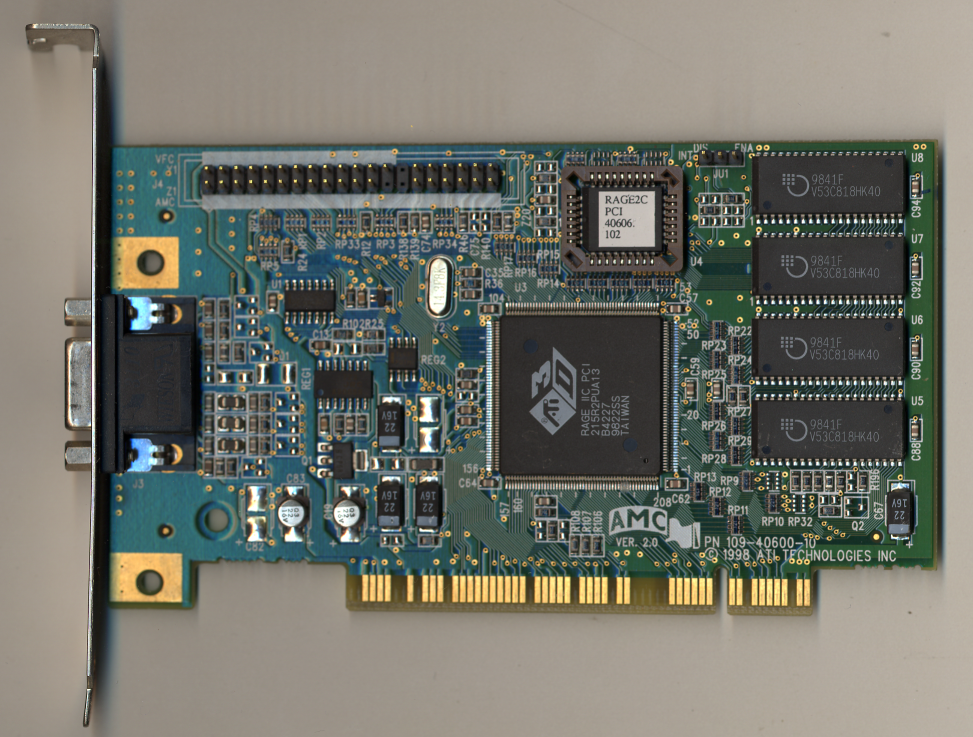
Rage II C

第二代的Rage解決了兼容度問題，並帶來了兩倍的3D性能。該繪圖處理器是建基於重新設計的Mach64 GUI引擎，優化了2D性能，採用了單循環EDO記憶體和高速的SGRAM。3D RAGE II晶片是一個增強，是3D RAGE的座腳相容加速版。而第二代的PCI總線令它的2D效能增加了20%，亦新增了MPEG-2 (DVD)播放功能。這款晶片有支援微軟Direct3D、Reality Lab、QuickDraw 3D Rave、Criterion RenderWare和Argonaut BRender的驅動程式。專業的3D和CAD用家可得到OpenGL驅動程式，AutoCAD用家可得到Heidi驅動程式。驅動程式亦支援數個作業系統，包括Windows 95、Windows NT、Mac OS和OS/2。ATI亦裝運了RAGE II的ImpacTV輔助晶片。這是一顆電視編碼晶片。
蘋果電腦的Macintosh G3和Power Mac 6500電腦都採用了Rage II顯示晶片。一些個人電腦的主機版亦整合了該晶片。ATI的3D Xpression+、3D Pro Turbo和原裝的All-in-Wonder顯示卡都採用Rage II晶片。

### 3D Rage Pro
ATI為這款晶片新加了三角形設定引擎；亦改善了透視法修正，距離模糊和透明化效果。新增了反射高光技術和增強了影像播放功能，尤其是DVD播放。3D Rage Pro晶片是原生支援Intel的AGP接口，有利於材質執行模式、指揮流水線、邊帶尋址和完全2x-模式協定。3D Rage Pro支援最高8MBSGRAM或16MBWRAM，取決於針對的市場。
Rage Pro的效能與NVIDIA的RIVA 128和3DFX的Voodoo加速器相若，但就不能勝過它們。原因就是缺乏對OpenGL支援，難以成為一個堅固的遊戲解決方案。1998年2月，ATI企圖以新瓶舊酒的方式，重新發佈Rage Pro顯示卡。他們將Rage Pro易名為"Rage Pro Turbo"，並配合新的驅動程式（4.10.2312版本），希望效能有40%的增長。實際上，這個驅動程式只對標準檢查程式有效，例如Ziff-Davis的3D Winbench 98和Final Reality。到真正的遊戲程式時，效能實際上減少了。
3D Rage Pro主要售賣成Xpert@Work或Xpert@Play，他們的主要分別是Xpert@Play版本擁有TV-out接口。